# Inishturk
Inishturk (irsky Inis Toirc, což v překladu znamená „ostrov divokého kance“) je ostrov v hrabství Mayo v irské provincii Connacht. Ostrov je trvale obydlen od 18. století.

## Geografie
Ostrov Inishturk leží v Atlantském oceánu 14,5 km směrem na západ od pobřeží Irska. Nejbližším ostrovem je neobydlený Caher Island, který se nachází mezí Inishturkem a ostrovem Clare u vjezdu do zátoky Clew Bay. Dalším větším ostrovem v okolních vodách Atlantiku je Inishboofin na jihozápadě. Nejvyšší bod Inishturku dosahuje výšky 189,3 metrů. Na západním pobřeží ostrova jsou až 100 m vysoké útesy.

## Příroda

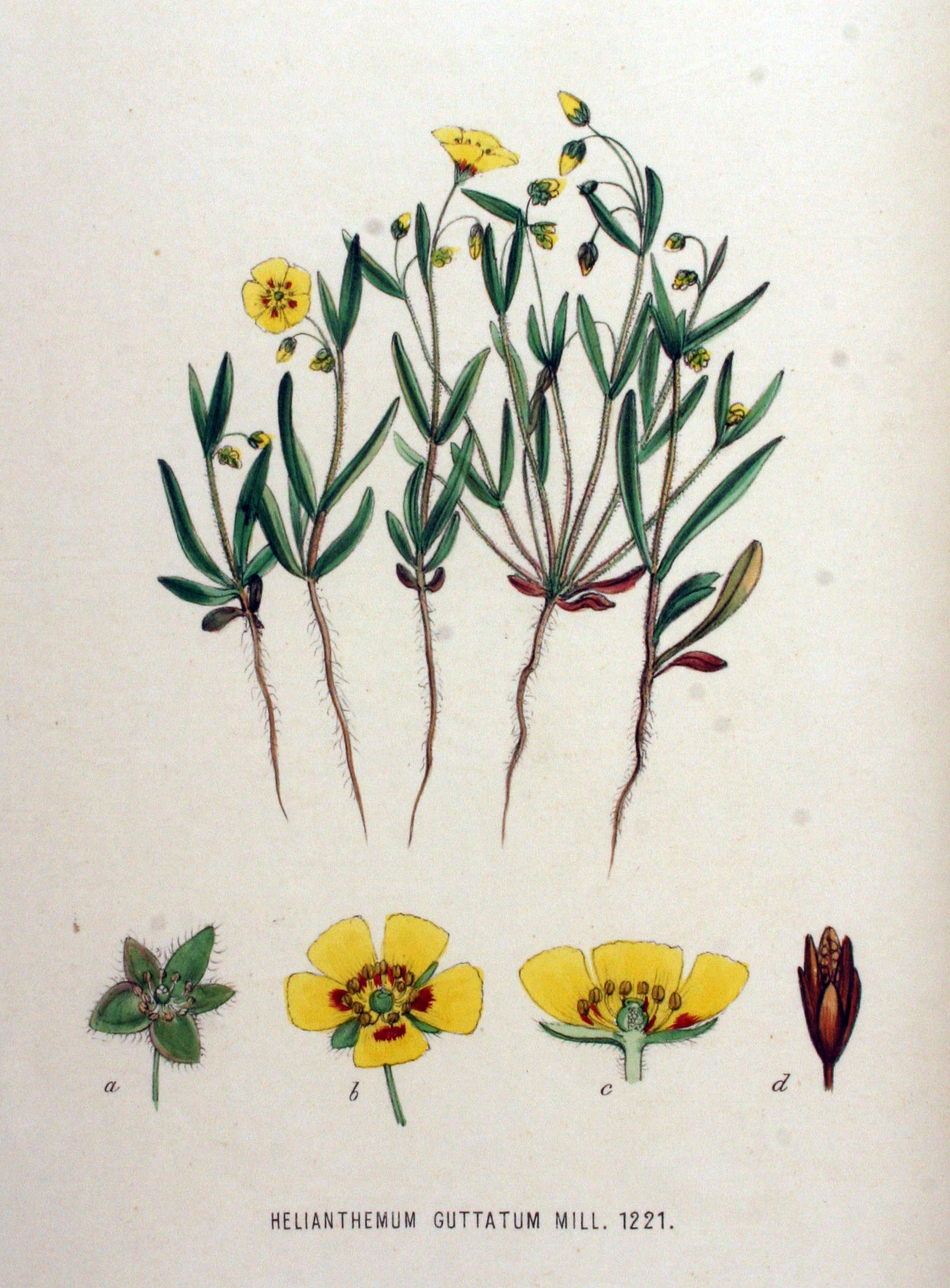
Tuberaria guttata na kresbě Jana Kopse (1765–1849)

Pokud jde o geologii, z hornin se na ostrově nacházejí břidlice, pískovce, jíly a tufy. Skalnaté západní pobřeží je hnízdištěm různých druhů mořských ptáků. Z flóry stojí za zmínku především výskyt v Irsku chráněné rostliny Tuberaria guttata, jednoleté byliny z čeledi cistovitých,. anglicky zvané Spotted Rock-Rose.

## Historie
Dle archeologických nálezů (pozůstatky osídlení se zahloubenými kuchyněmi či nádržemi typu fulachta fiadh) byl ostrov Inishturk obydlen již ve čtvrtém tisíciletí př. n. l. Kolem jezera v centrální části ostrova byly nalezeny pozůstatky obydlí z doby kolem roku 1500 př. n. l.
V soudobé epoše je Inishturk trvale obydlen od 18. století. V době napoleonských válek v letech 1805–1806 byla na západním výběžku ostrova Malin Head vybudována kamenná věž zvaná Martello Tower – jedna z 82 strážních věží, postavených Brity podél pobřeží a vybavených zrcadlovým zařízením, které mělo odrážením slunečních paprsků signalizovat přítomnost nepřátelských lodí a zabránit tak jejich případné invazi.
V roce 1841, před velkým hladomorem, který postihl Irsko v letech 1845–1849, bylo na ostrově evidováno 577 obyvatel. V roce 1851 tento počet poklesl na 174 osob.  Během hladomoru zde tedy zemřelo nebo ostrov opustilo 400 lidí.

## Život na ostrově
Podle statistických údajů v letech 2006, 2011 a 2014 bylo na Inishturku evidováno 53–58 obyvatel, žijících v lokalitách Ballyheer a Garranty v chráněnější východní části ostrova.  Na ostrově existuje základní škola, je ovšem „nejmenší“ základní školou v celé Irské republice – v roce 2011 do ní docházeli jen 3 žáci, v roce 2013 již jen dva. Obživu obyvatelům poskytuje farmaření, stavba malých člunů curachs, údržba místních zařízení a provozování ubytovacích služeb pro návštěvníky ostrova. Centrem společenského života je klub The Mountain Common, irsky Coimin an Sléibhe, kde je kromě baru také veřejná knihovna. Doprava na ostrov je zajišťována pravidelnými lodními linkami z přístavu Roonagh Quay nedaleko Louisburghu.

## Inishturk a americké volby v roce 2016
Během americké prezidentské volební kampaně v roce 2016 se Inishturk dostal do centra pozornosti světových médií poté, co se v různých zdrojích objevila zpráva, že obyvatelé ostrova poskytnou „azyl“ a nový domov těm obyvatelům USA, kteří se rozhodnout emigrovat, pokud bude Donald Trump zvolen prezidentem USA. Vzápětí se však ukázalo, že se jedná o nepravdivou, mystifikující informaci neboli tzv. hoax a zpráva se stala jedním z názorných příkladů zveřejňování nepravdivých informací v rámci politického boje (angl."fake news").

## Fotogalerie

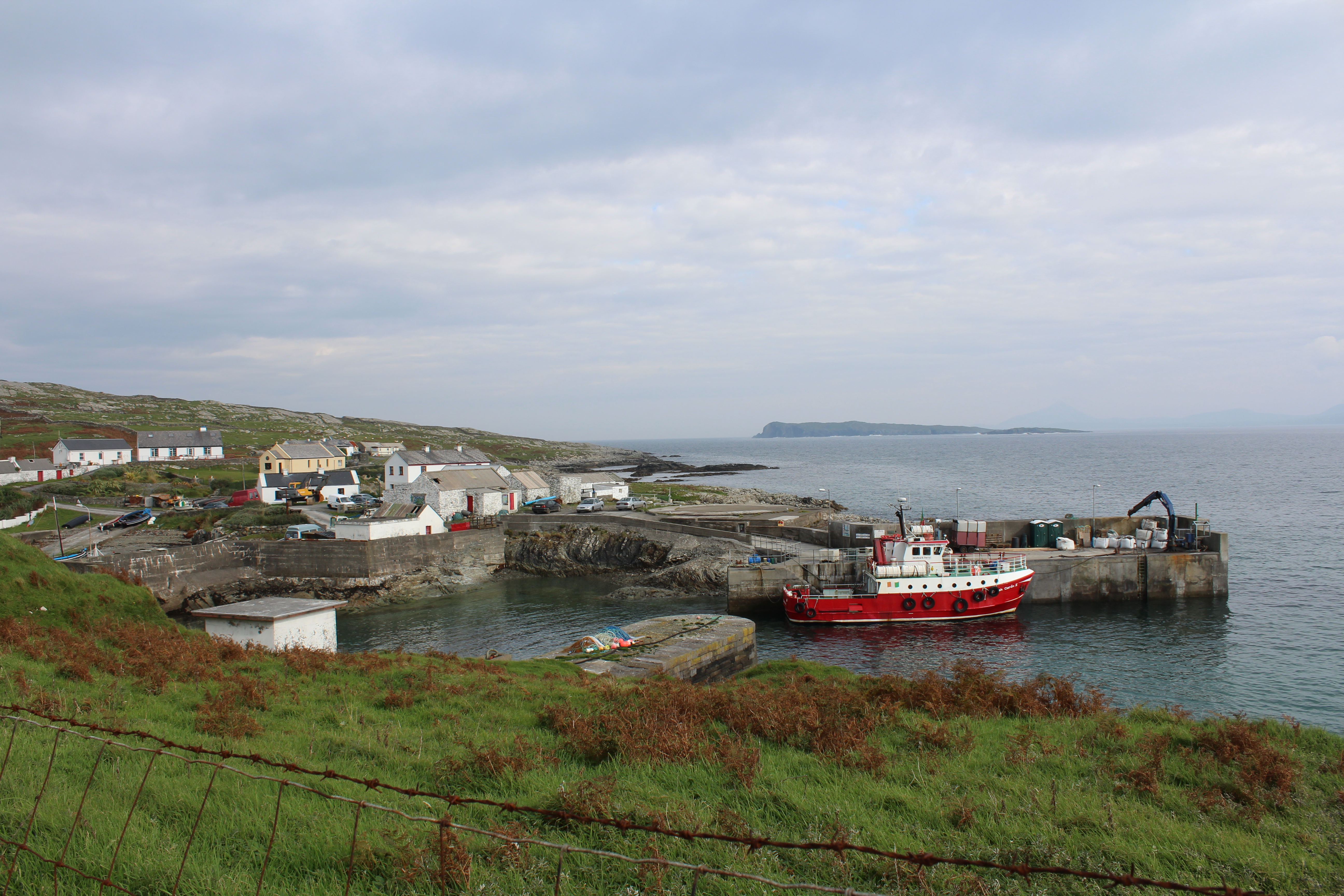
Přístav na východě ostrova
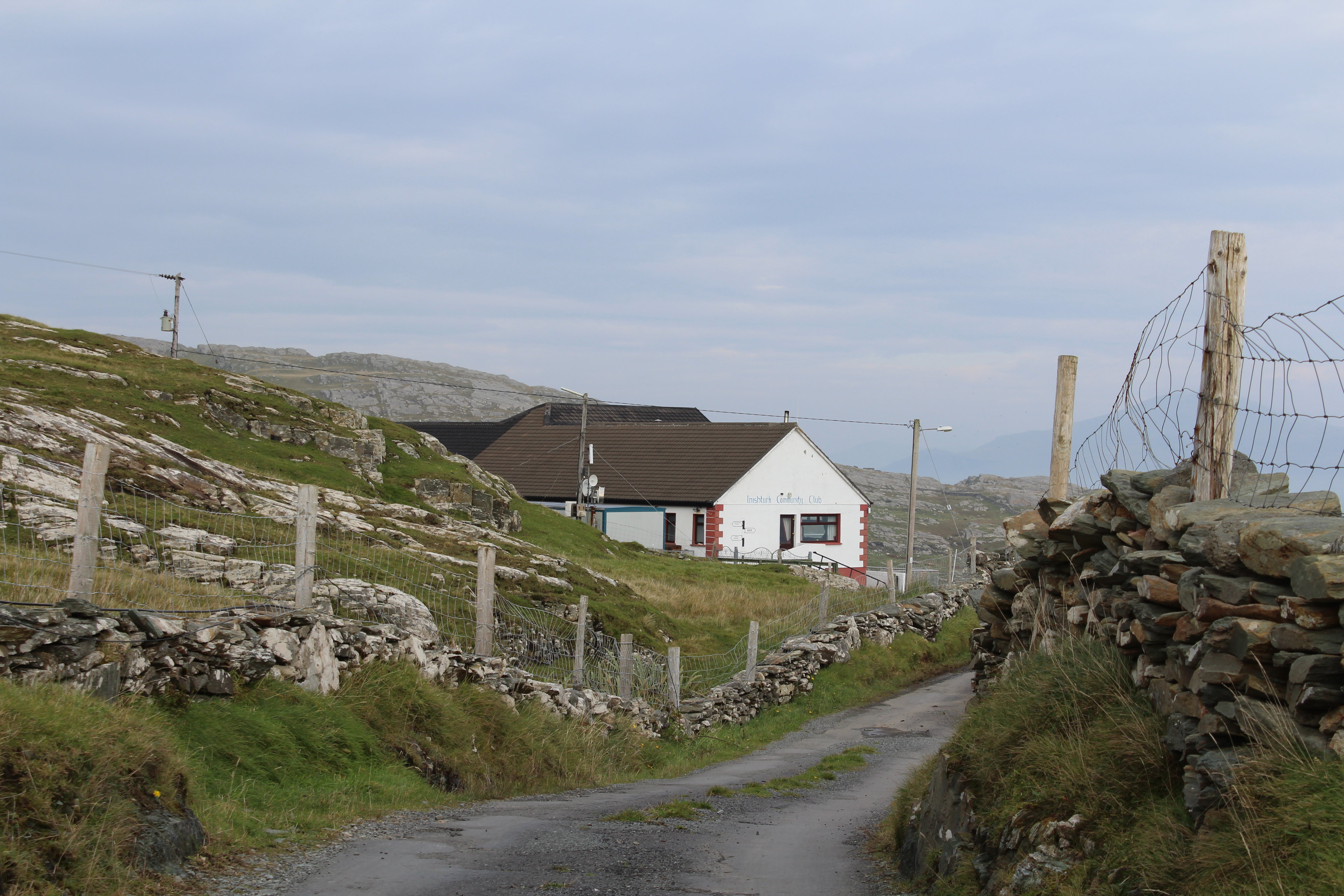
Komunitní středisko s barem a knihovnou
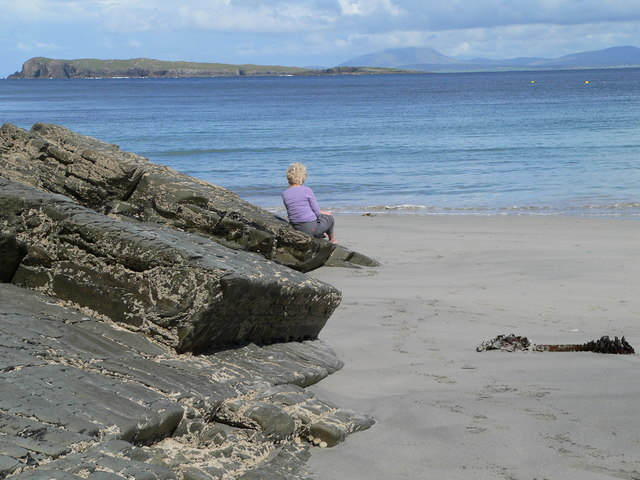
Pláž na Inishturku, v pozadí ostrov Caher
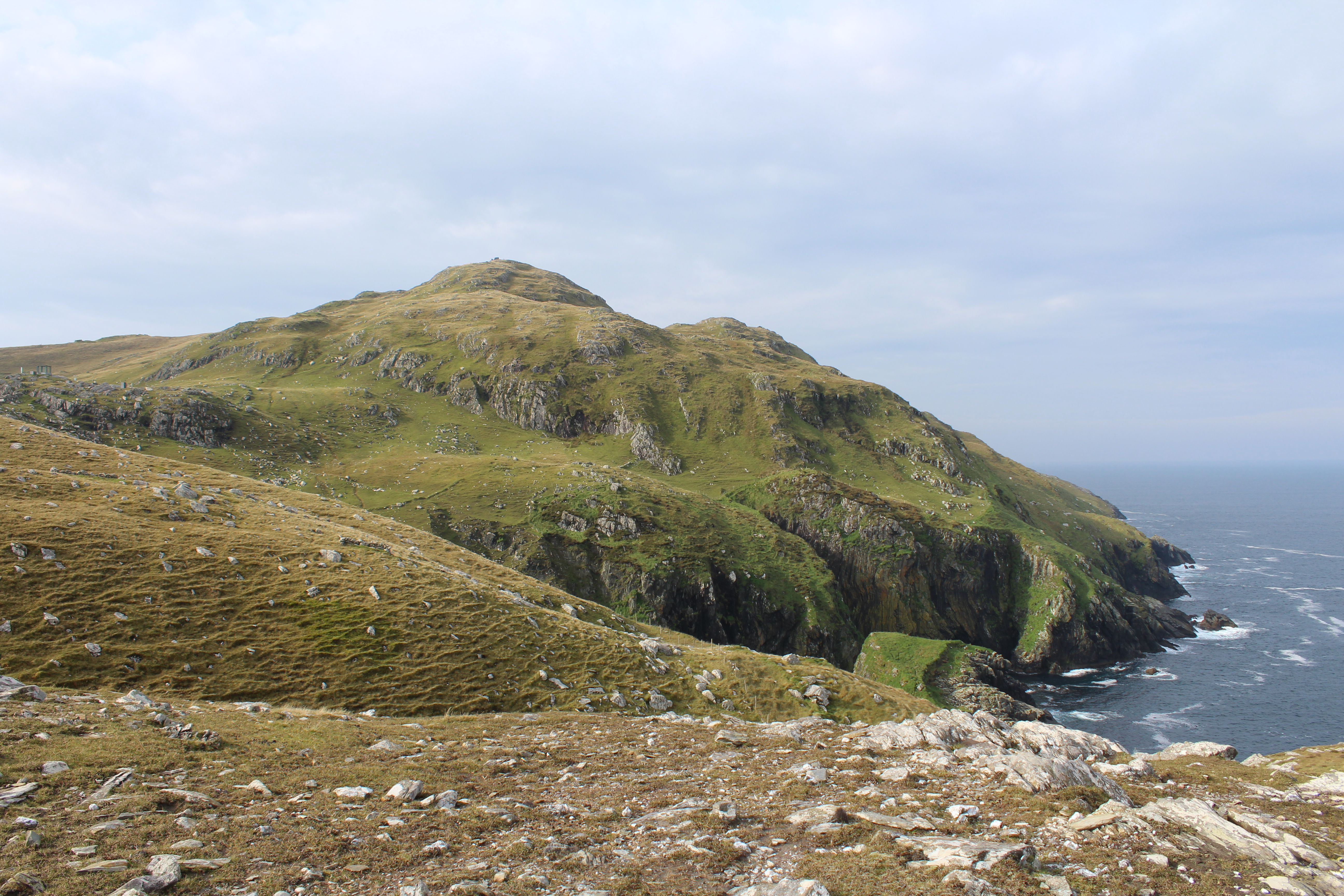
Severní část ostrova s vrcholem